# Orchestration informatique
L'orchestration décrit le processus automatique d'organisation, de coordination, et de gestion de systèmes informatiques complexes, de middleware et de services.
On en parle souvent comme ayant une intelligence inhérente ou même un contrôle implicitement autonome, mais il s'agit plutôt d'aspirations ou d'analogies plutôt que de descriptions techniques. En réalité, l'orchestration est largement le résultat de l'automatisation de systèmes qui déploient des éléments de régulation.
On parle souvent de cet usage de l'orchestration dans le contexte de la virtualisation, de la fourniture de services et des centres de données dynamiques.
Un usage quelque peu différent désigne le processus de coordination d'un échange d'information à travers l'interaction de services web.

## Exemples
- Bonita Open Solution est un outil open source qui combine trois solutions en une : un Studio pour la modélisation des processus, un moteur d'exécution d'orchestration et une interface utilisateur innovante contenant un moteur d'orchestration souvent utilisé pour la gestion des processus métier
- Intervoice Media Exchange contient un moteur d'orchestration qui a été conçu pour créer et gérer des interactions de media. C'est le premier produit commercialement disponible de l'industrie qui a implémenté la State Chart eXtensible Markup Language (SCXML) comme un framework pour construire des interactions complexes multi-modales.
- TIBCO BusinessWorks est un outil très fonctionnel d'orchestration, d'intégration et de transformation qui supporte les processus de BPEL, de services web, d'activités communes d'intégration et de visualisation de modèles d'orchestration.
- Microsoft BizTalk Server contient un moteur d'orchestration souvent utilisé pour le pilotage des processus métier (ou business process management, BPM), qui autorise les développeurs à orchestrer rapidement des processus métier complexes qui impliquent de multiples systèmes différents.
- NetBeans Enterprise Pack est un outil open source SOA qui contient un outil de conception visuelle BPEL qui permet d'orchestrer facilement les services web dans un processus BPEL, de l'exécuter, de le tester et le déboguer.
- ProActive Workflows & Scheduling et ProActive Cloud Automation d'ActiveEon sont des solutions Open Source qui permettent de simplifier, distribuer et orchestrer l'exécution de workflows, le déploiement et la gestion d'applications multi-VMs complexes.